# Edosa pyroceps
Edosa pyroceps är en fjärilsart som beskrevs av László Anthony Gozmány. Edosa pyroceps ingår i släktet Edosa och familjen äkta malar. Inga underarter finns listade i Catalogue of Life.